# Bürgerschaftswahl in Hamburg 2025

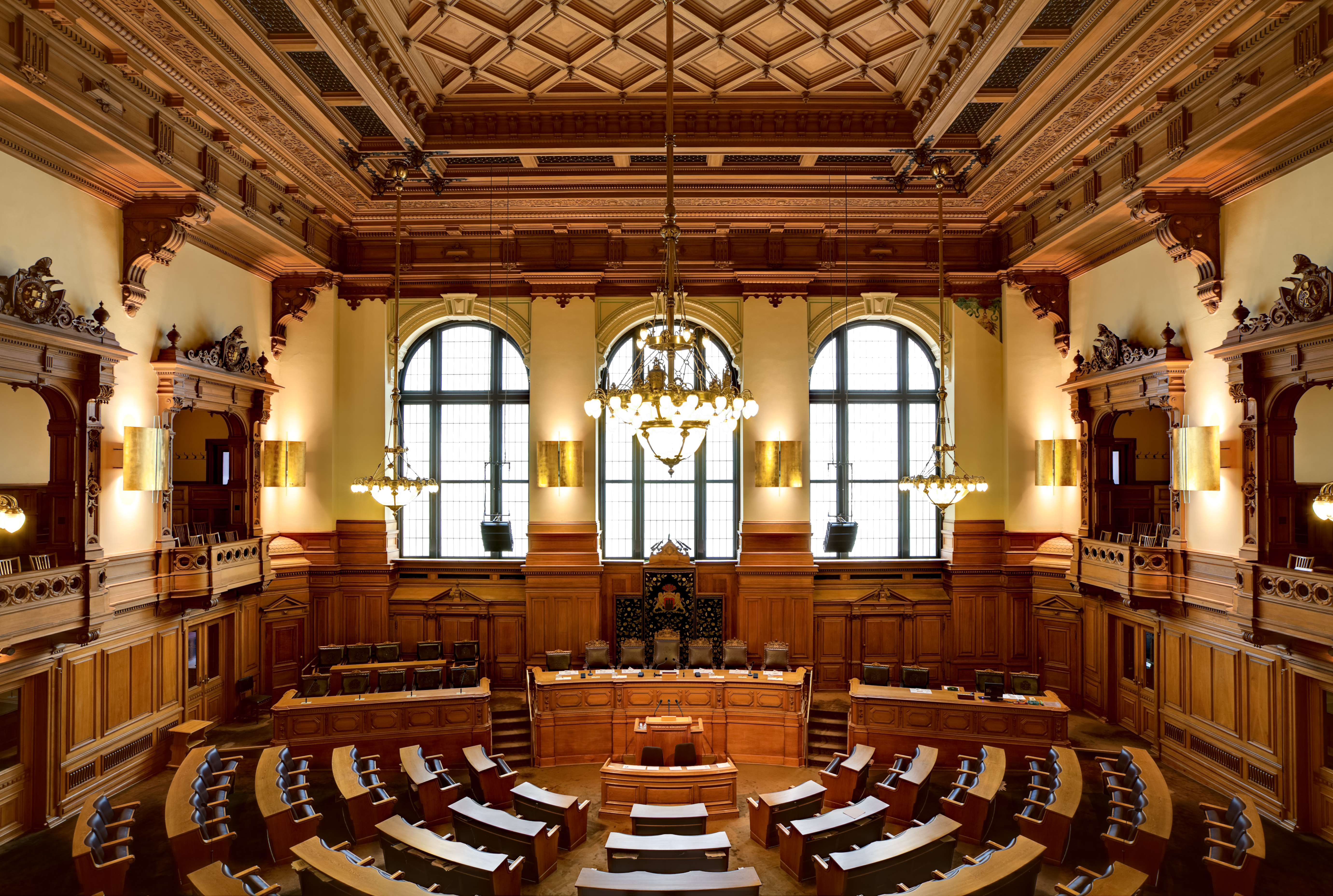
Plenarsaal der Hamburgischen Bürgerschaft

- Linke: 15
- SPD: 45
- Grüne: 25
- CDU: 26
- AfD: 10

- Regierung: 70
- Opposition: 51

Die Wahl zur 23. Bürgerschaft der Freien und Hansestadt Hamburg, bei der das Landesparlament Hamburgs neu gewählt wurde, fand am 2. März 2025 statt. Sie wurde damit eine Woche nach der vorgezogenen Bundestagswahl abgehalten.
Die SPD wurde mit 33,5 % der Landesstimmen erneut mit Abstand stärkste Kraft, verlor aber gegenüber der Vorwahl fast sechs Prozentpunkte. Die mit ihr regierenden Grünen büßten ebenfalls fast sechs Prozentpunkte ein und fielen mit 18,5 % hinter die CDU zurück, die mit den meisten Zugewinnen aller Parteien ihr Ergebnis auf 19,8 Prozent steigern konnte. Die Linke konnte mit 11,2 % erstmals ein zweistelliges Ergebnis erringen, die AfD erzielte ihr bestes Bürgerschaftswahlergebnis, blieb aber deutlich hinter dem Hamburger Ergebnis der Bundestagswahl und den Umfragewerten zurück. Die FDP, die 2020 nur knapp an der Fünf-Prozent-Hürde gescheitert war, fiel auf 2,3 Prozent zurück, die Partei Volt erreichte 3,2 %.
Die Wahlbeteiligung lag bei 67,6 %. Die 23. Bürgerschaft konstituierte sich am 26. März 2025.

## Organisation

### Wahltermin
Artikel 10 der Verfassung der Freien und Hansestadt Hamburg regelt, dass die Bürgerschaft auf fünf Jahre gewählt wird. Eine Neuwahl findet frühestens 57 und spätestens 60 Monate nach dem Beginn der laufenden Wahlperiode statt. Die konstituierende Sitzung der 22. Hamburgischen Bürgerschaft erfolgte am 18. März 2020. Da der Wahltag ein Sonntag oder gesetzlicher Feiertag sein muss, kann die Wahl frühestens am 22. Dezember 2024 und spätestens am 16. März 2025 stattfinden. Am 10. April 2024 stimmte die Hamburgische Bürgerschaft dem Vorschlag des Senates zu, den Wahltag für die 23. Hamburgische Bürgerschaft auf den 2. März 2025 zu legen.
Nach dem Ende der sogenannten Ampelkoalition auf Bundesebene zeichnete sich ein Termin für die vorgezogene Wahl zum 21. Deutschen Bundestag im Februar ab. Daraufhin forderten die Hamburger Landesverbände von CDU, Die Linke und FDP eine Verlegung der Wahl zur Bürgerschaft auf den Termin der Bundestagswahl. Der Senat behielt den 2. März 2025 als Termin bei und begründete dies vor allem mit dem möglichen Risiko von Klagen.

### Wahlrecht
Die in der Regel 121 Bürgerschaftsabgeordneten werden nach dem seit 2013 geltenden Wahlrecht gewählt. 71 Mandate werden direkt in den 17 Mehrmandatswahlkreisen (3 bis 5 Sitze) über offene Wahlkreislisten, die restlichen 50 über offene Landeslisten vergeben.
Aktiv wahlberechtigt sind alle Einwohner Hamburgs, die seit mindestens drei Monaten vor dem Wahltag ihren Hauptwohnsitz in Hamburg gemeldet haben, die deutsche Staatsangehörigkeit besitzen und am Tag der Wahl mindestens 16 Jahre alt sind. Jeder Wähler hat insgesamt zehn Stimmen, fünf Wahlkreisstimmen (Erststimmen) für die Direktkandidaten im Wahlkreis und fünf Landesstimmen (Zweitstimmen) für Kandidaten auf den Landeslisten oder für Landeslisten in ihrer Gesamtheit. Die fünf Stimmen können bei einer Person (oder Partei bei Landesliste) angehäuft (Kumulieren) oder beliebig verteilt (Panaschieren) werden. Passiv wahlberechtigt, also wählbar, ist jeder, der das 18. Lebensjahr vollendet hat und zur Wahl zugelassen ist.

### Wahlsystem
Landeslisten (Parteien und Wählervereinigungen) waren bis zum 24. Dezember 2024, 16:00 Uhr beim Landeswahlamt einzureichen. Parteien oder Wählergruppen, die nicht seit der jeweils letzten Wahl im Deutschen Bundestag oder in einem Landtag vertreten waren, mussten zur Zulassung 1000 Unterstützungsunterschriften für die Landesliste sowie je 100 Unterstützungsunterschriften pro Wahlkreisliste vorlegen.
Vereinigungen, deren Parteieigenschaft nicht bei der Bundestagswahl 2021 festgestellt war, mussten zudem ihre Beteiligung bis zum 2. Dezember 2024 beim Landeswahlleiter anzeigen.

## Ausgangslage

### Vorherige Wahl 2020
Die SPD wurde 2020 mit großem Abstand vor den Grünen stärkste Partei, verlor aber vier Mandate. Die Grünen konnten ihren Stimmanteil nahezu verdoppeln. Die CDU erreichte mit 11,2 Prozent ihr historisch schlechtestes Ergebnis bei einer Bürgerschaftswahl, die Linke mit 9,1 Prozent ihr bestes. Die AfD schaffte mit 5,3 Prozent der Stimmen knapp den Wiedereinzug.
Die FDP hingegen scheiterte mit 4,97 Prozent knapp an der Fünf-Prozent-Hürde und verpasste erstmals seit 2008 den Einzug in die Bürgerschaft. Spitzenkandidatin Anna-Elisabeth von Treuenfels-Frowein gewann ein Direktmandat im Wahlkreis Blankenese und war zunächst die einzige fraktionslose FDP-Abgeordnete. Im September 2021 wechselte Sami Musa von der SPD zur FDP und wurde somit das zweite fraktionslose Parteimitglied. Im Juli 2024 verließ von Treuenfels-Frowein die FDP und trat in die CDU ein. Ihre Aufnahme in die CDU-Bürgerschaftsfraktion erfolgte am 15. Juli 2024.
Die SPD kündigte nach der Wahl an, mit den Grünen sowie mit der CDU über mögliche Regierungskoalitionen zu sondieren. Der Spitzenkandidat und bisherige Erste Bürgermeister Peter Tschentscher bezeichnete eine Fortführung der rot-grünen Koalition als „naheliegende Option“ zur Bildung einer neuen Landesregierung unter seiner Führung. Seit dem 10. Juni 2020 ist die Neuauflage der rot-grünen Koalition im Amt.

## Parteien und Kandidaten

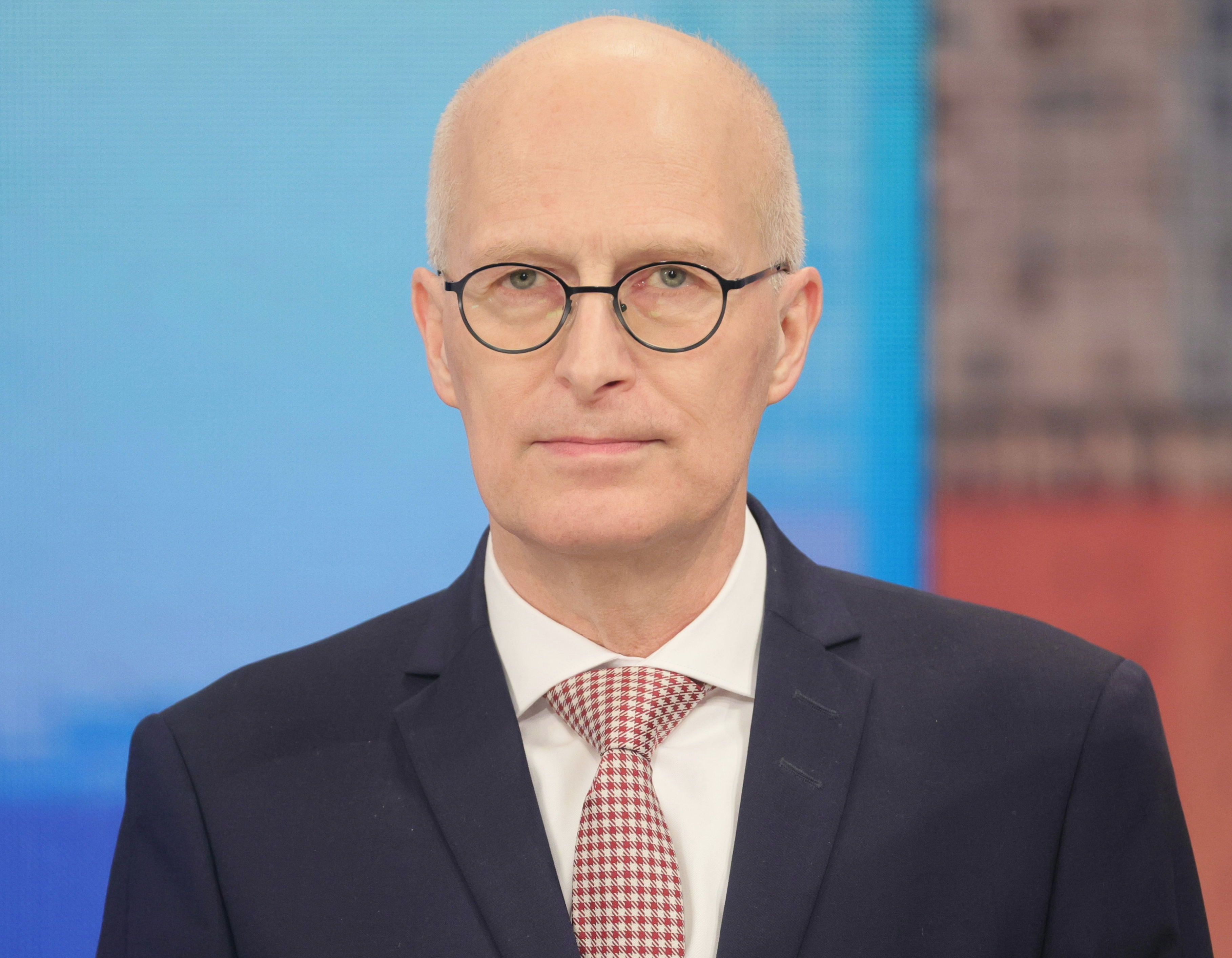
Peter Tschentscher (SPD)
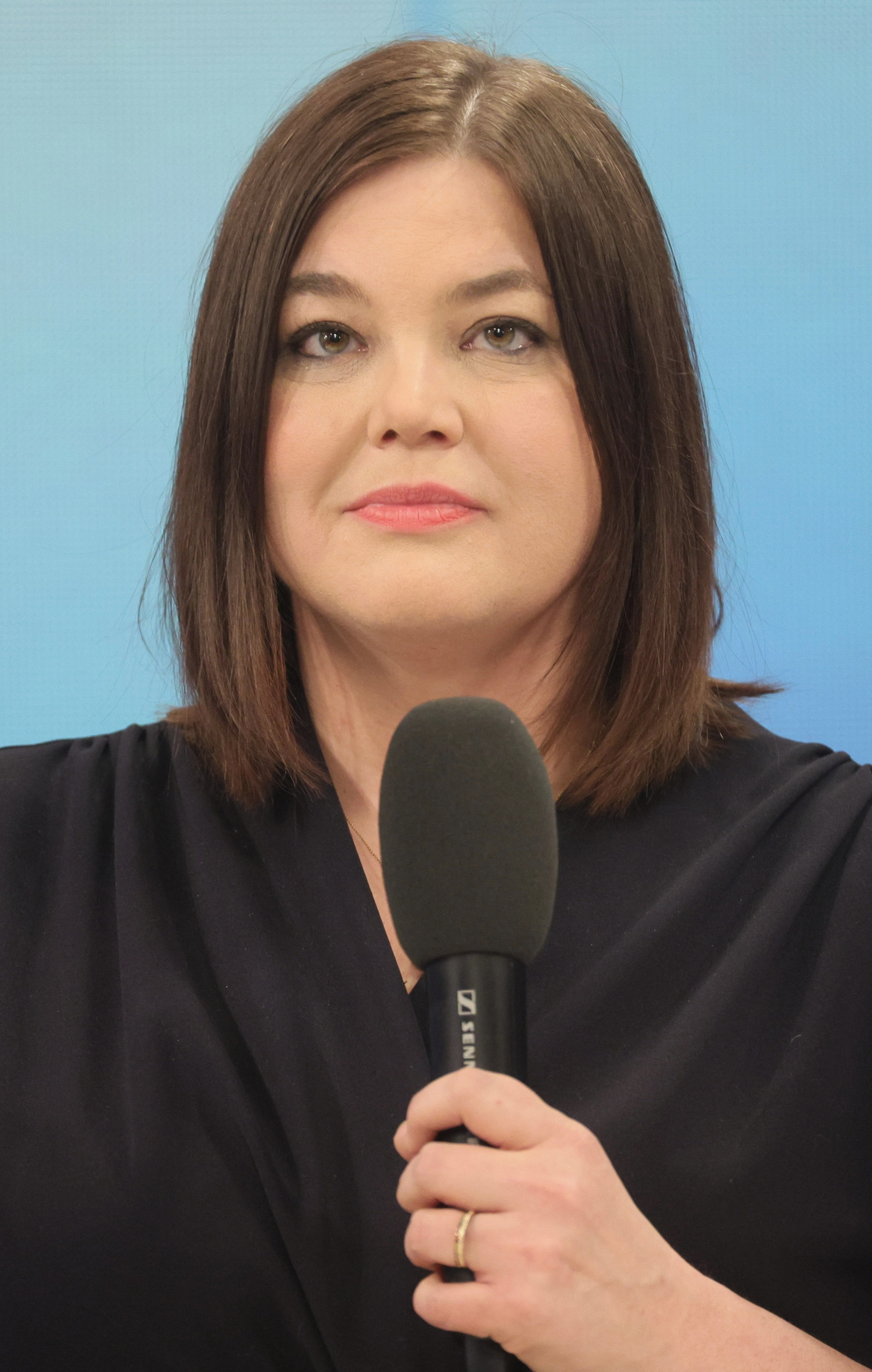
Katharina Fegebank (Grüne)
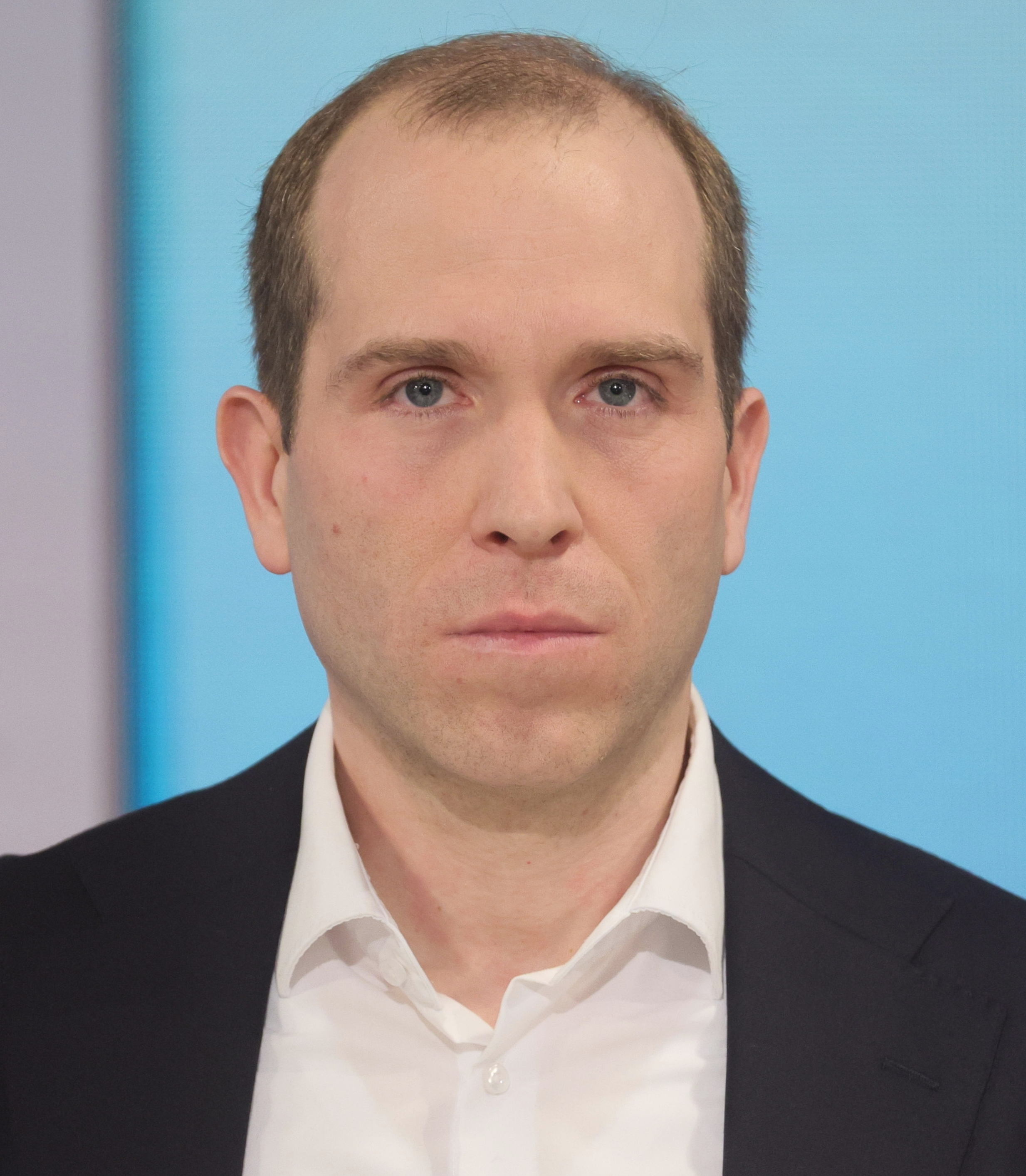
Dennis Thering (CDU)
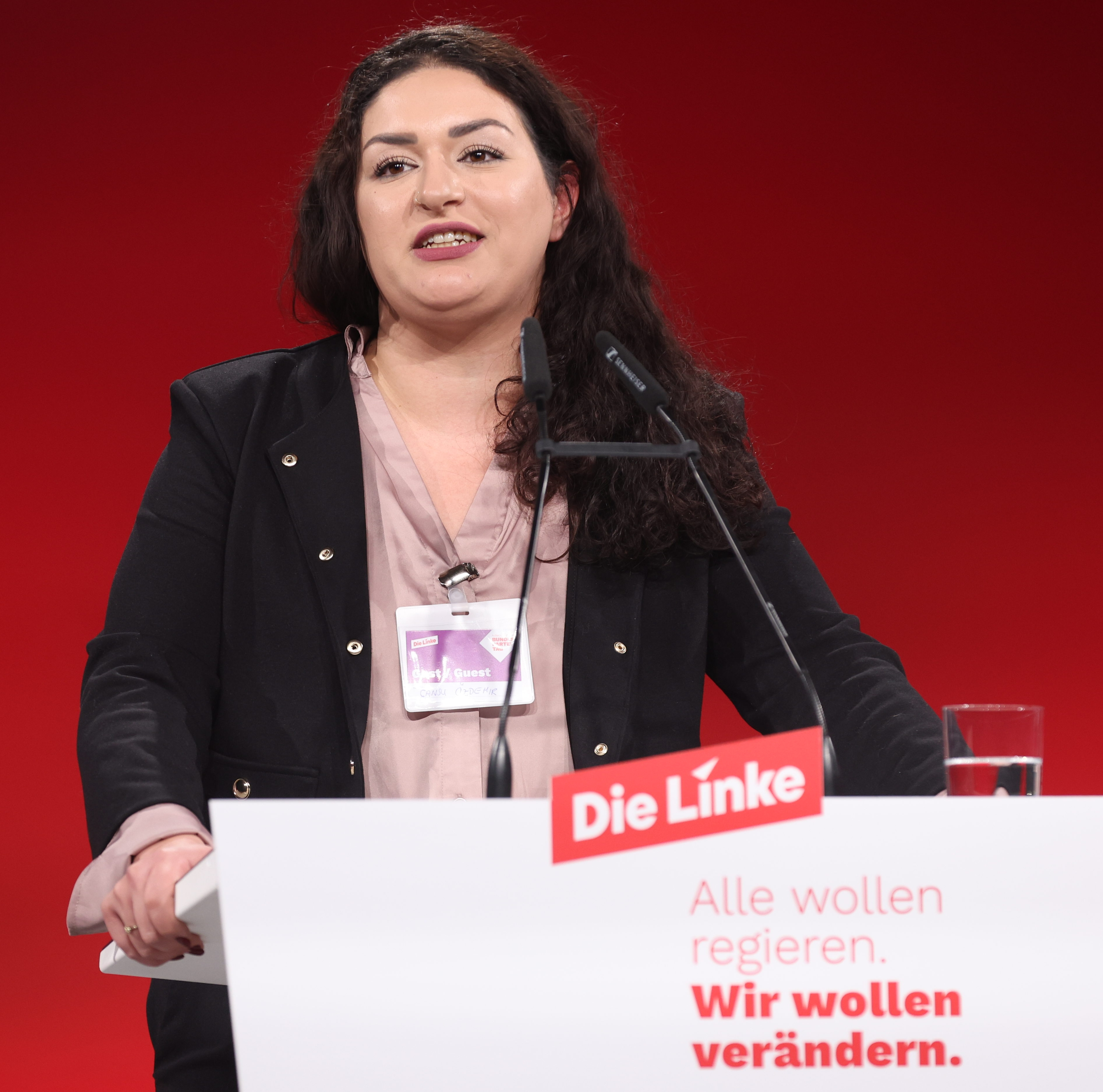
Cansu Özdemir (Linke)
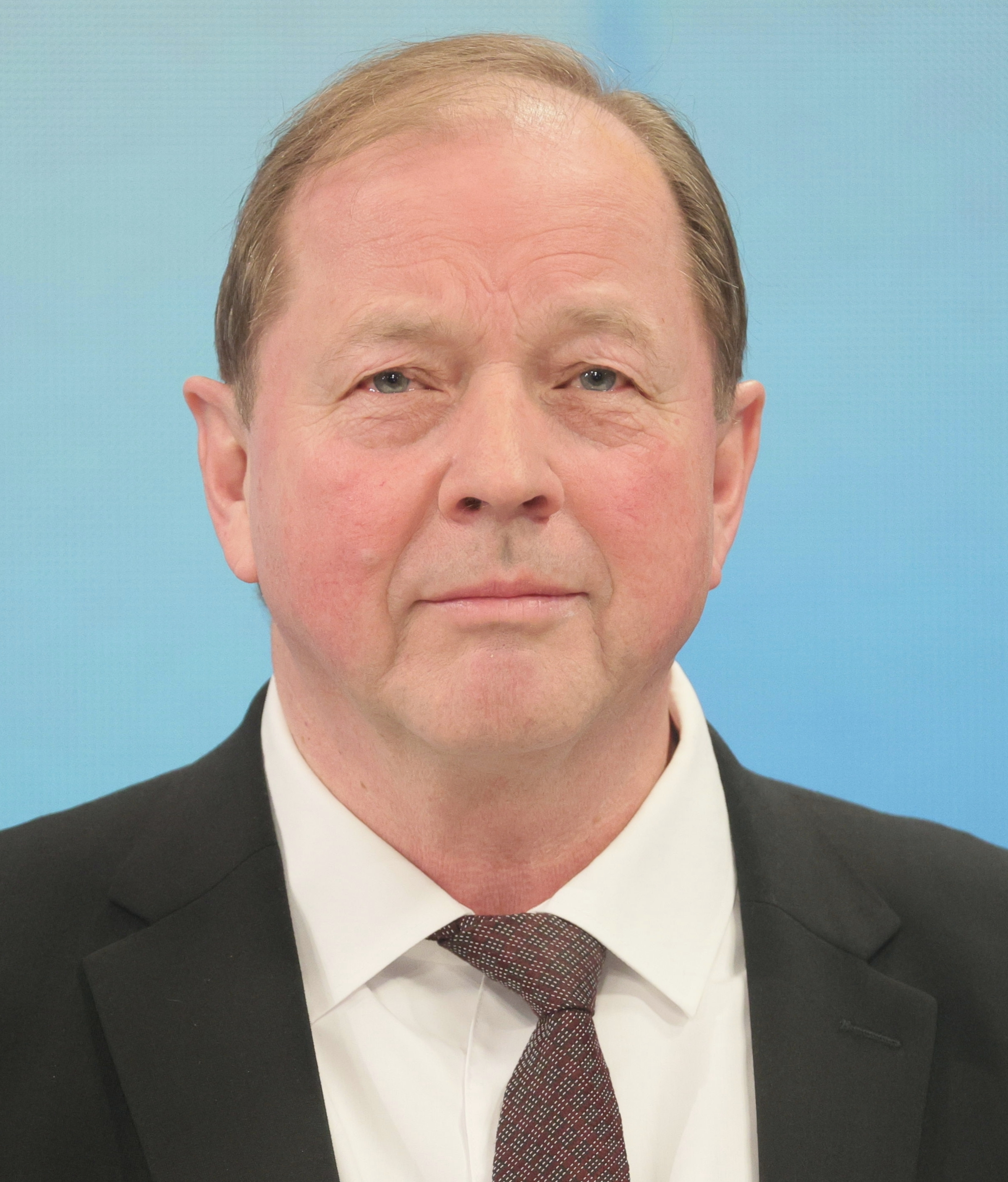
Dirk Nockemann (AfD)

Landeslisten (Parteien und Wählervereinigungen) waren bis zum 24. Dezember 2024 beim Landeswahlamt einzureichen. Parteien oder Wählergruppen, die nicht seit der jeweils letzten Wahl auf Grund eigener Wahlvorschläge im Deutschen Bundestag oder in einem Landtag vertreten waren, hatten zur Zulassung 1000 Unterstützungsunterschriften für die Landesliste sowie je 100 Unterstützungsunterschriften pro Wahlkreisliste vorzulegen. Vereinigungen, deren Parteieigenschaft nicht bei der letzten Bundestagswahl 2021 festgestellt wurde oder in einem Landesparlament vertreten waren, hatten zudem ihre Beteiligung bis zum 2. Dezember 2024 beim Landeswahlleiter anzuzeigen.
Folgende 16 Parteien und Wählervereinigungen wurden zur Wahl zugelassen:
| Partei | Partei                                                                                        | Kurzbezeichnung     | MdHB | Spitzenkandidat/-in | Mitglieder *) |
| ------ | --------------------------------------------------------------------------------------------- | ------------------- | ---- | ------------------- | ------------- |
|        | Sozialdemokratische Partei Deutschlands                                                       | SPD                 | 53   | Peter Tschentscher  | 10.350        |
|        | Bündnis 90/Die Grünen                                                                         | GRÜNE               | 32   | Katharina Fegebank  | 5.800         |
|        | Christlich Demokratische Union Deutschlands                                                   | CDU                 | 16   | Dennis Thering      | 6.050         |
|        | Die Linke                                                                                     | Die Linke           | 11   | Cansu Özdemir       | 2.000         |
|        | Alternative für Deutschland                                                                   | AfD                 | 6    | Dirk Nockemann      | 500           |
|        | Freie Demokratische Partei                                                                    | FDP                 | 1    | Katarina Blume      | 2.000         |
|        | Die Wahl für Frieden und soziale Gerechtigkeit                                                | DieWahl – WFG       | 2    | Martin Dolzer       | 60            |
|        | Bündnis Sahra Wagenknecht – Vernunft und Gerechtigkeit                                        | BSW                 | 01   | Jochen Brack        | 30            |
|        | Bündnis Deutschland                                                                           | BÜNDNIS DEUTSCHLAND | –    | Kevin Lücke         | 16            |
|        | Volt Deutschland                                                                              | Volt                | –    | Patrick Fischer     | 376           |
|        | Ökologisch-Demokratische Partei                                                               | ÖDP                 | –    | Hannes Lincke       | 58            |
|        | Freie Wähler                                                                                  | FREIE WÄHLER        | –    | Dominik Tobaben     | 52            |
|        | Partei für Arbeit, Rechtsstaat, Tierschutz, Elitenförderung und basisdemokratische Initiative | Die PARTEI          | –    | Marc von Beichmann  | 2.000         |
|        | Partei Mensch Umwelt Tierschutz                                                               | Tierschutzpartei    | –    | Kirill Tarasov      | 63            |
|        | Demokratische Allianz für Vielfalt und Aufbruch-Hamburg                                       | DAVA-Hamburg        | –    | Mustafa Yoldaş      | 150           |
|        | Nationaldemokratische Partei Deutschlands, Landesverband Hamburg                              | NPD                 | –    | Lennart Schwarzbach | 96            |

Nicht zugelassen wurden aus formalen Gründen die Piratenpartei Deutschland, MERA25 und Mehr Freiheit Hamburg, letztere eine Abspaltung von Bündnis Deutschland.

## Fernsehformate
| Belege        | Format                                       | Datum           | Sender                        | Moderation                    | SPD                | Grüne              | CDU            |
| ------------- | -------------------------------------------- | --------------- | ----------------------------- | ----------------------------- | ------------------ | ------------------ | -------------- |
| [ 12 ]        | Triell zur Bürgerschaftswahl 2025 in Hamburg | 22. Januar 2025 | Abendblatt-TV, Sat.1 regional | Lars Haider, Insa Gall        | Peter Tschentscher | Katharina Fegebank | Dennis Thering |
| [ 13 ] [ 14 ] | Triell – Hamburg wählt                       | 5. Februar 2025 | RTL Nord                      | Susanne Böhm, Bastian Vollmer | Peter Tschentscher | Katharina Fegebank | Dennis Thering |

## Umfragen

### Sonntagsfrage

Verlauf der Umfragewerte

Während der Legislaturperiode wurden nur wenige Umfragen für die Bürgerschaftswahl in Hamburg durchgeführt. Der Umfragetrend der letzten vier Monate spiegelte hingegen einige von der Bundestagswahl bekannte Trends wider: Die Linke stieg in den Umfragen seit dem Jahreswechsel rasant an; FDP und BSW hingegen lagen weiterhin unterhalb der Fünf-Prozent-Hürde. Grüne und CDU, die bei der vergangenen Bürgerschaftswahl noch 13 Prozentpunkte auseinander gelegen hatten, lieferten sich zuletzt ein Kopf-an-Kopf-Duell in den Umfragewerten.
| \| Institut \| Datum \| SPD \| Grüne \| CDU \| Linke \| AfD \| FDP \| Volt \| BSW \| Sonst. \| \| ------------------- \| ---------- \| ------ \| ------ \| ------ \| ----- \| ----- \| ----- \| ----- \| ----- \| ------ \| \| Trend Research[15] \| 27.01.2025 \| 34 % \| 20 % \| 16 % \| 6 % \| 11 % \| 3 % \| 3 % \| 3 % \| 4 % \| \| Infratest dimap[15] \| 15.01.2025 \| 31 % \| 22 % \| 17 % \| 5 % \| 9 % \| 4 % \| — \| 4 % \| 8 % \| \| Trend Research[15] \| 16.12.2024 \| 32 % \| 20 % \| 17 % \| 7 % \| 10 % \| 4 % \| 3 % \| 4 % \| 4 % \| \| Infratest dimap[15] \| 27.11.2024 \| 30 % \| 21 % \| 19 % \| 6 % \| 9 % \| 3 % \| 3 % \| 4 % \| 5 % \| \| Forsa[15] \| 31.10.2024 \| 30 % \| 21 % \| 21 % \| 5 % \| 8 % \| 4 % \| — \| 4 % \| 7 % \| \| Europawahl \| 09.06.2024 \| 18,8 % \| 21,1 % \| 18,5 % \| 5,1 % \| 8,0 % \| 7,0 % \| 5,9 % \| 4,9 % \| 9,7 % \| \| Infratest dimap[15] \| 07.02.2024 \| 30 % \| 21 % \| 20 % \| 7 % \| 9 % \| 5 % \| — \| — \| 8 % \| \| Trend Research[15] \| 01.11.2023 \| 31 % \| 19 % \| 18 % \| 10 % \| 14 % \| 4 % \| — \| — \| 4 % \| \| Bundestagswahl \| 26.09.2021 \| 33,4 % \| 23,7 % \| 17,9 % \| 7,2 % \| 5,0 % \| 8,4 % \| 0,5 % \| — \| 4,0 % \| \| policy matters[15] \| 25.06.2020 \| 39 % \| 23 % \| 13 % \| 10 % \| 6 % \| 5 % \| — \| — \| 4 % \| |            |        |        |        |       |       |       |       |       |        |
| Institut | Datum      | SPD    | Grüne  | CDU    | Linke | AfD   | FDP   | Volt  | BSW   | Sonst. |
| Trend Research | 27.01.2025 | 34 %   | 20 %   | 16 %   | 6 %   | 11 %  | 3 %   | 3 %   | 3 %   | 4 %    |
| Infratest dimap | 15.01.2025 | 31 %   | 22 %   | 17 %   | 5 %   | 9 %   | 4 %   | —     | 4 %   | 8 %    |
| Trend Research | 16.12.2024 | 32 %   | 20 %   | 17 %   | 7 %   | 10 %  | 4 %   | 3 %   | 4 %   | 4 %    |
| Infratest dimap | 27.11.2024 | 30 %   | 21 %   | 19 %   | 6 %   | 9 %   | 3 %   | 3 %   | 4 %   | 5 %    |
| Forsa | 31.10.2024 | 30 %   | 21 %   | 21 %   | 5 %   | 8 %   | 4 %   | —     | 4 %   | 7 %    |
| Europawahl | 09.06.2024 | 18,8 % | 21,1 % | 18,5 % | 5,1 % | 8,0 % | 7,0 % | 5,9 % | 4,9 % | 9,7 %  |
| Infratest dimap | 07.02.2024 | 30 %   | 21 %   | 20 %   | 7 %   | 9 %   | 5 %   | —     | —     | 8 %    |
| Trend Research | 01.11.2023 | 31 %   | 19 %   | 18 %   | 10 %  | 14 %  | 4 %   | —     | —     | 4 %    |
| Bundestagswahl | 26.09.2021 | 33,4 % | 23,7 % | 17,9 % | 7,2 % | 5,0 % | 8,4 % | 0,5 % | —     | 4,0 %  |
| policy matters | 25.06.2020 | 39 %   | 23 %   | 13 %   | 10 %  | 6 %   | 5 %   | —     | —     | 4 %    |

| Institut        | Datum      | SPD    | Grüne  | CDU    | Linke | AfD   | FDP   | Volt  | BSW   | Sonst. |
| --------------- | ---------- | ------ | ------ | ------ | ----- | ----- | ----- | ----- | ----- | ------ |
| Trend Research  | 27.01.2025 | 34 %   | 20 %   | 16 %   | 6 %   | 11 %  | 3 %   | 3 %   | 3 %   | 4 %    |
| Infratest dimap | 15.01.2025 | 31 %   | 22 %   | 17 %   | 5 %   | 9 %   | 4 %   | —     | 4 %   | 8 %    |
| Trend Research  | 16.12.2024 | 32 %   | 20 %   | 17 %   | 7 %   | 10 %  | 4 %   | 3 %   | 4 %   | 4 %    |
| Infratest dimap | 27.11.2024 | 30 %   | 21 %   | 19 %   | 6 %   | 9 %   | 3 %   | 3 %   | 4 %   | 5 %    |
| Forsa           | 31.10.2024 | 30 %   | 21 %   | 21 %   | 5 %   | 8 %   | 4 %   | —     | 4 %   | 7 %    |
| Europawahl      | 09.06.2024 | 18,8 % | 21,1 % | 18,5 % | 5,1 % | 8,0 % | 7,0 % | 5,9 % | 4,9 % | 9,7 %  |
| Infratest dimap | 07.02.2024 | 30 %   | 21 %   | 20 %   | 7 %   | 9 %   | 5 %   | —     | —     | 8 %    |
| Trend Research  | 01.11.2023 | 31 %   | 19 %   | 18 %   | 10 %  | 14 %  | 4 %   | —     | —     | 4 %    |
| Bundestagswahl  | 26.09.2021 | 33,4 % | 23,7 % | 17,9 % | 7,2 % | 5,0 % | 8,4 % | 0,5 % | —     | 4,0 %  |
| policy matters  | 25.06.2020 | 39 %   | 23 %   | 13 %   | 10 %  | 6 %   | 5 %   | —     | —     | 4 %    |

### Hypothetische Direktwahl des Ersten Bürgermeisters
Umfragen legen nahe, dass Amtsinhaber Peter Tschentscher die größte Zustimmung unter den Spitzenkandidaten genießt. Bei der Bürgerschaftswahl, wie auch bei anderen deutschen Landtagswahlen, können die Wahlberechtigten den Regierungschef nicht direkt bestimmen. Dieser wird später vom Parlament gewählt.
| Institut                | Datum      | Peter Tschentscher (SPD) | Katharina Fegebank (Grüne) | Dennis Thering (CDU) | keiner/ weiß nicht |
| ----------------------- | ---------- | ------------------------ | -------------------------- | -------------------- | ------------------ |
| Forschungsgruppe Wahlen | 28.02.2025 | 51 %                     | 14 %                       | 15 %                 | 20 %               |
| Infratest dimap         | 20.02.2025 | 49 %                     | 16 %                       | 16 %                 | 19 %               |
| Forschungsgruppe Wahlen | 14.02.2025 | 52 %                     | 17 %                       | 12 %                 | 19 %               |
| Infratest dimap         | 05.02.2025 | 44 %                     | 16 %                       | 15 %                 | 25 %               |
| Infratest dimap         | 15.01.2025 | 44 %                     | 16 %                       | 16 %                 | 24 %               |
| Infratest dimap         | 27.11.2024 | 46 %                     | 15 %                       | 12 %                 | 27 %               |

## Ergebnis

### Gesamtergebnis
| Listen                       | Listen | Wahlkreisstimmen | Wahlkreisstimmen | Wahlkreisstimmen | Wahlkreisstimmen | Wahlkreisstimmen | Landesstimmen | Landesstimmen | Landesstimmen | Landesstimmen | Landesstimmen | Mandate | Mandate |
| Listen                       | Listen | Stimmen          | %                | +/-              | Mandate          | +/-              | Stimmen       | %             | +/-           | Mandate       | +/-           | Anzahl  | +/-     |
| ---------------------------- | --- | ---------------- | ---------------- | ---------------- | ---------------- | ---------------- | ------------- | ------------- | ------------- | ------------- | ------------- | ------- | ------- |
|                              | Sozialdemokratische Partei Deutschlands (SPD)                                                              | 1.329.867        | 30,7             | −4,2             | 27               | −1               | 1.465.023     | 33,5          | −5,7          | 18            | −8            | 45      | −9      |
|                              | Christlich Demokratische Union Deutschlands (CDU)                                                          | 947.522          | 21,9             | +6,8             | 18               | +3               | 865.713       | 19,8          | +8,6          | 8             | +8            | 26      | +11     |
|                              | Bündnis 90/Die Grünen (GRÜNE)                                                                              | 837.072          | 19,4             | −6,4             | 14               | −6               | 806.660       | 18,5          | −5,7          | 11            | −2            | 25      | −8      |
|                              | Die Linke (Die Linke)                                                                                      | 560.015          | 12,9             | +1,8             | 9                | +2               | 488.463       | 11,2          | +2,1          | 6             | ±0            | 15      | +2      |
|                              | Alternative für Deutschland (AfD)                                                                          | 293.627          | 6,8              | +1,4             | 3                | +3               | 329.651       | 7,5           | +2,2          | 7             | ±0            | 10      | +3      |
|                              | Volt Deutschland (Volt)                                                                                    | 188.436          | 4,4              | +3,7             | –                | ±0               | 141.661       | 3,2           | +2,0          | –             | ±0            | –       | ±0      |
|                              | Freie Demokratische Partei (FDP)                                                                           | 129.727          | 3,0              | −2,5             | –                | −1               | 100.657       | 2,3           | −2,7          | –             | ±0            | –       | −1      |
|                              | Bündnis Sahra Wagenknecht – Vernunft und Gerechtigkeit (BSW)                                               | –                | –                | –                | –                | –                | 77.110        | 1,8           | neu           | –             | –             | –       | –       |
|                              | Demokratische Allianz für Vielfalt und Aufbruch-Hamburg (DAVA-Hamburg)                                     | 13.612           | 0,3              | neu              | –                | –                | 25.250        | 0,6           | neu           | –             | –             | –       | –       |
|                              | Partei Mensch Umwelt Tierschutz (Tierschutzpartei)                                                         | –                | –                | –                | –                | –                | 24.763        | 0,6           | −0,1          | –             | ±0            | –       | ±0      |
|                              | Partei für Arbeit, Rechtsstaat, Tierschutz, Elitenförderung und basisdemokratische Initiative (Die PARTEI) | –                | –                | –                | –                | –                | 15.632        | 0,4           | −1,0          | –             | ±0            | –       | ±0      |
|                              | Freie Wähler (FREIE WÄHLER)                                                                                | 11.702           | 0,3              | −0,1             | –                | ±0               | 12.213        | 0,3           | −0,3          | –             | ±0            | –       | ±0      |
|                              | Die Wahl für Frieden und soziale Gerechtigkeit (DieWahl – WFG)                                             | 9.849            | 0,2              | neu              | –                | –                | 7.259         | 0,2           | neu           | –             | –             | –       | –       |
|                              | Ökologisch-Demokratische Partei (ÖDP)                                                                      | –                | –                | –                | –                | –                | 6.570         | 0,2           | −0,5          | –             | ±0            | –       | ±0      |
|                              | Bündnis Deutschland (BÜNDNIS DEUTSCHLAND)                                                                  | –                | –                | –                | –                | –                | 2.941         | 0,1           | neu           | –             | –             | –       | –       |
|                              | Nationaldemokratische Partei Deutschlands, Landesverband Hamburg (NPD)                                     | –                | –                | –                | –                | –                | 1.680         | 0,0           | neu           | –             | –             | –       | –       |
|                              | Süleyman Cevik (Einzelbewerber)                                                                            | 1.873            | 0,0              | neu              | –                | –                | –             | –             | –             | –             | –             | –       | –       |
|                              | Lukas Thiele (Einzelbewerber)                                                                              | 1.616            | 0,0              | neu              | –                | –                | –             | –             | –             | –             | –             | –       | –       |
|                              | Bérangère Bultheel (Einzelbewerberin)                                                                      | 689              | 0,0              | −0,0             | –                | ±0               | –             | –             | –             | –             | –             | –       | ±0      |
|                              | Die Deutschen Konservativen e. V. (DIE KONSERVATIVEN)                                                      | 126              | 0,0              | −0,0             | –                | ±0               | –             | –             | –             | –             | –             | –       | ±0      |
| Gesamt                       | Gesamt | 4.325.739        | 100              |                  | 71               | –                | 4.371.246     | 100           |               | 50            | −2            | 121     | −2      |
|                              | |                  |                  |                  |                  |                  |               |               |               |               |               |         |         |
| Gültige Stimmzettel          | Gültige Stimmzettel                                                                                        | 872.706          | –                | –                |                  |                  | 880.140       | –             | –             |               |               |         |         |
| Ungültige Stimmzettel        | Ungültige Stimmzettel                                                                                      | 13.397           | 1,5              | −0,3             |                  |                  | 7.043         | 0,8           | −0,2          |               |               |         |         |
| Abgegebene Stimmzettel       | Abgegebene Stimmzettel                                                                                     | 886.103          | –                | –                |                  |                  | 887.183       | –             | –             |               |               |         |         |
| Nicht abgegebene Stimmzettel | Nicht abgegebene Stimmzettel                                                                               | 1.639            | 0,2              | +0,1             |                  |                  | 559           | 0,1           | +0,1          |               |               |         |         |
| Wähler                       | Wähler | 887.742          | 67,6             | +4,7             |                  |                  | 887.742       | 67,6          | +4,7          |               |               |         |         |
| Wahlberechtigte              | Wahlberechtigte                                                                                            | 1.313.043        |                  |                  |                  |                  | 1.313.043     |               |               |               |               |         |         |
|                              | |                  |                  |                  |                  |                  |               |               |               |               |               |         |         |
| Quellen: Statistik Nord      | |                  |                  |                  |                  |                  |               |               |               |               |               |         |         |

## Regierungsbildung
| Koalitionsoption                | Sitze |
| ------------------------------- | ----- |
| absolute Mehrheit (ab 61 Sitze) |       |
| SPD, CDU                        | 71    |
| SPD, Grüne                      | 70    |
| keine Mehrheit (bis 60 Sitze)   |       |
| SPD, Linke                      | 60    |

Die SPD unter Bürgermeister Peter Tschentscher hat als deutlicher Wahlsieger erneut die Optionen zwischen einer Fortsetzung der rot-grünen Koalition oder einer in Hamburg erstmaligen rot-schwarzen Regierung. Über eine Zweidrittelmehrheit würden jedoch beide Optionen nicht mehr verfügen. Eine parlamentarische Mehrheit mit den Linken gibt es nicht mehr; diese war jedoch schon in der alten Bürgerschaft nicht in Betracht gezogen worden.
Der Landesvorstand der SPD beschloss am 3. März, zunächst Sondierungsgespräche mit den Grünen und anschließend der CDU zu führen. Ein Abschluss von darauf folgenden Koalitionsverhandlungen wurde bis Ende April angestrebt. In Bezug auf die Grünen nannte Tschentscher Fragen der inneren Sicherheit und Migrationspolitik, die auch in Bezug auf das künftige Verhalten im Bundesrat geklärt werden müssten. Zur CDU äußerte er Skepsis aufgrund der Vorfälle auf Bundesebene vor der Bundestagswahl. Der Co-Fraktionsvorsitzende der Grünen, Dominik Lorenzen, kündigte an, dass die Grünen auf keinen ihrer Senatsposten verzichten werden. Man sei jedoch in Sachfragen zu Kompromissen bereit.
Ein erstes Sondierungsgespräch zwischen Parteivorsitzenden, Spitzenkandidaten und Fraktionsvorsitzenden von SPD und Grünen fand am 7. März statt. Vergleichbare Gespräche wurden auch mit der CDU geführt. Nach jeweils zwei Sondierungsrunden entschloss sich der SPD-Landesvorstand am 22. März, eine Fortsetzung der rot-grünen Koalition anzusteuern. Die vierwöchigen Verhandlungen führten schließlich am 24. April 2025 zu einem gemeinsamen Koalitionsvertrag. In der fortgeführten Zusammenarbeit bleibt die Verteilung der Behörden an die Parteien identisch, allerdings wurden einzelne Zuschnitte neu geordnet. So liegt etwa die Zuständigkeit für die Bezirke künftig bei der SPD-geführten Finanzbehörde.
Bei der Wahl zum Ersten Bürgermeister am 7. Mai erhielt Peter Tschentscher 71 der 119 abgegebenen Stimmen – 47 stimmten gegen ihn, bei einer Enthaltung. Anschließend wurde auch der von ihm berufene Senat Tschentscher III mit 68 Stimmen bestätigt.